# Stony Branch (Monocacy River)
Stony Branch ist ein kleiner Bach im Frederick County, US-Bundesstaat Maryland. Er entspringt am Fuße des College Mountain unmittelbar südlich des Campus der katholischen Mount Saint Mary’s University. Der Bach unterquert den Catoctin Mountain Highway (U.S. Highway 15) und fließt erst nach Südosten und dann nach Süden. Schließlich mündet der Stony Branch in den Monocacy River.